# Elektrownia Medupi
Elektrownia Medupi – węglowa elektrownia cieplna w prowincji Limpopo  w Południowej Afryce, obsługiwana przez państwową spółkę Eskom.

## Nazwa
```
Nazwa "Medupi"  w języku  Sepedi, co oznacza "deszcz, który spadając na spieczoną ziemię, przynosi jej ulgę"
[
1
]
.
```

## Historia
Budowa rozpoczęła się w 2007 r. Elektrownia będzie wykorzystywać sześć turbin parowych o mocy 800 MW, posiadając łączną moc o wartości 4800 MW. Wartość tej inwestycji to 100 mld randów. Pierwszy blok został uruchomiony w marcu 2015 roku, a blok czwarty jako 3 z 6 został uruchomiony w czerwcu 2017 roku.

## Lokalizacja
Wybór lokalizacji był podyktowny różnymi przyczynami:
- dostępność  podstawowych zasobów, takich jak woda i węgiel
- zdolność nowej elektrowni do połączenia z istniejącą siecią Eskom
- akceptacja środowiska
- koszt produkcji
- Eskom zlokalizował elektrownię w pobliżu kopalni Waterberg i Lephalale